# Херлак, Ханс Кристиан
Ханс Кристиан Йенсен Херлак (дат. Hans Christian Jensen Herlak; 4 августа 1881, Еллинг, Южная Дания — 29 января 1970, Гентофте, Копенгаген) — датский хоккеист на траве, полевой игрок. Серебряный призёр летних Олимпийских игр 1920 года.

## Биография
Ханс Херлак родился 4 августа 1881 года в датском городе Еллинг. До 1910 года носил фамилию Йенсен, после чего сделал её частью отчества.
Играл в хоккей на траве за «Копенгаген».
В 1920 году вошёл в состав сборной Дании по хоккею на траве на летних Олимпийских играх в Антверпене и завоевал серебряную медаль. Играл в поле, провёл 3 матча, мячей (по имеющимся данным) не забивал.
В 1940—1951 годах работал инспектором школы Сковсховед.
Умер 29 января 1970 года в датском городе Гентофте.